# 金沢市立玉川こども図書館
金沢市立玉川こども図書館（かなざわしりつ たまがわこどもとしょかん、英: Kanazawa City Tamagawa Children's Library）は、石川県金沢市玉川町にある金沢市立玉川図書館に隣接した金沢市立の図書館。

## 概要
2008年11月に開館。1年を待たずに入館者数が20万人に達した。
子どもと子どもの読書に関わるすべての人のために設立された。コンセプト（基本理念）は「世界にはばたく子どもとともに 未来をつくるみんなのための図書館」。主に絵本や子ども向けの図書を扱う専門図書館である。とりわけ、絵本の多さについては、公式ホームページの「360°VRツアー」からも実感することができる。
3階建てで、1階は、親子で木のぬくもりに触れ合いながら遊んだり、絵本と親しむことのできるフロアで、2階、3階が図書閲覧フロアで、子どもの発達段階に合わせて本を選ぶことができるよう工夫されている。石川県内産の木材をたくさん使用しているのが特徴。
金沢市立玉川図書館近世史料館の西隣に位置している。2022年4月17日にリニューアルオープンした（同年3月に新築竣工）。地下1階地上3階建てで、1階には金沢市公文書館を併設している（書庫は地下1階）。
小さな子どもから中学生向けの本がある図書コーナーに加え、地元木材を使った遊具や絵本とのふれあいコーナー「木のひろば」、自由に利用できる学習コーナーなど、多くのコーナーがある。

## 所在地
〒920-0863 石川県金沢市玉川町2番2号

## 開館時間・休館日
- 火曜 - 金曜：10:00 - 17:00
- 土曜・日曜・祝日：10:00 - 17:00
- 休館日：月曜日（祝日にあたる場合は開館）、特別整理期間、年末年始

## アクセス
《出典：》
- 北陸鉄道バス停留所「南町・尾山神社」「武蔵ヶ辻・近江町市場」から徒歩約5分
- 金沢ふらっとバス （長町ルート）「こども図書館」「玉川図書館」バス停から徒歩約1分

- 徒歩
  - JR金沢駅から徒歩約15分

- 車
  - 金沢東ICから車で約20分。金沢駅から国道146号線三社交差点を左折「玉川こども図書館前」交差点そば